# ألبرشت فون مولر
ألبرشت فون مولر (بالألمانية: Albrecht von Müller)‏ هو فيلسوف ورائد أعمال ألماني، ولد في 1954 في ميونخ في ألمانيا.